# Mihai Jurca
Mihai Jurca (n. 2 august 1984) este un expert român în dezvoltare locală, care în prezent ocupă poziția de city manager al municipiului Oradea.
A absolvit Facultatea de Relații Internaționale și Studii Europene și un masterat în Comunicare politică, economică și socială. A început activitatea profesională în Primăria Oradea în anul 2007 în calitate de consilier debutant în cadrul Direcției de Management Proiecte cu Finanțare Europeană. 
Apoi a lucrat ca expert proiecte la Zona Metropolitană Oradea, ca manager de dezvoltare Eurobusiness Parc Oradea, după care a devenit directorul Asociației pentru Promovarea Turismului din Oradea și Regiune (APTOR), asociațe pe care a condus-o timp de 5 ani, dezvoltând indicatorii turistici la nivelul orașului Oradea, atrăgând un număr mare de turiști și promovând cu succes imaginea orașului Oradea atât în țară, cât și peste hotare.
În iulie 2020, Mihai Jurca a fost ales președinte al Federației Destinațiilor Turistice din România – FAPT, organizație care reunește unele din cele mai importante destinații turistice din România și unele dintre cele mai relevante organizații de management a destinației de la nivel local sau județean.
În calitate de administrator public al municipiului Oradea, Mihai Jurca coordonează Departamentul IT din Primărie, Serviciul Relații cu Publicul, Direcța Patrimoniu Imobiliar, OTL, Clubul Sportiv Municipal (CSM), Agenția de Dezvoltare Locală Oradea (ADLO), Asociația pentru promovarea turismului din Oradea și Regiune (APTOR), Muzeul Orașului Oradea și se implică în continuare în procesul de conectare al Aeroportului Oradea la destinațiile externe. 
Începând cu 1 martie 2025, Mihai Jurca a ocupat funcția de consilier prezidențial, șef al Departamentului de Administrație și Politici Publice, numit prin decret de către președintele interimar Ilie Bolojan. Din 27 iunie 2025, actualul Premier, Ilie Bolojan, l-a numit pe Mihai Jurca în funcția de șef al Cancelariei Prim-Ministrului, prin  Decizia nr. 331/2025 pentru numirea domnului Mihai Jurca în funcția de șef al Cancelariei Prim-Ministrului, cu rang de ministru, publicată în Monitorul Oficial, Partea I nr. 605 din 27 iunie 2025.